# Elecciones federales de Bélgica de 1991
Las elecciones generales belgas del 24 de noviembre de 1991 fueron elecciones belgas para la Cámara de Representantes y el Senado belgas. Los resultados representaron una gran pérdida para los partidos mayoritarios (demócratas cristianos y socialistas). El Vlaams Blok, por otro lado, tuvo una gran ganancia; el día se conoció como "domingo negro" debido al auge del partido de extrema derecha.
Estas fueron las últimas elecciones antes de la nueva Constitución belga de 1993, que convirtió a Bélgica formalmente en un estado federal: después de estas elecciones, el número de diputados se redujo mientras que los parlamentos regionales serían elegidos directamente. Las elecciones provinciales ya no coincidirían con las elecciones nacionales, sino con las municipales.
Por ley de 16 de julio de 1991, durante estas elecciones se llevaron a cabo por primera vez experimentos con el voto electrónico en Bélgica, concretamente en el cantón de Verlaine (provincia de Lieja) y el cantón de Waarschoot (provincia de Flandes Oriental).

## Cámara de Representantes
| Partido | Partido                                         | Total     | Total | Total   | Colegio electoral flamenco | Colegio electoral flamenco | Colegio electoral flamenco | Colegio electoral francófono | Colegio electoral francófono | Colegio electoral francófono |
| Partido | Partido                                         | Votos     | %     | Escaños | Votos                      | %                          | Escaños                    | Votos                        | %                            | Escaños                      |
| ------- | ----------------------------------------------- | --------- | ----- | ------- | -------------------------- | -------------------------- | -------------------------- | ---------------------------- | ---------------------------- | ---------------------------- |
|         | Partido Popular Cristiano (CVP)                 | 1,036,165 | 16.8  | 39      | 1,036,165                  |                            | 39                         |                              |                              |                              |
|         | Partido Socialista (francófono) (PS)            | 831,199   | 13.5  | 35      |                            |                            |                            | 831,199                      |                              | 35                           |
|         | Partido por la Libertad y el Progreso (PVV)     | 738,016   | 12.0  | 26      | 738,016                    |                            | 26                         |                              |                              |                              |
|         | Partido Socialista (flamenco) (SP)              | 737,976   | 12.0  | 28      | 737,976                    |                            | 28                         |                              |                              |                              |
|         | Partido Liberal Reformista (PRL)                | 501,647   | 8.1   | 20      |                            |                            |                            | 501,647                      |                              | 20                           |
|         | Partido Social Cristiano (PSC)                  | 476,730   | 7.7   | 18      |                            |                            |                            | 476,730                      |                              | 18                           |
|         | Bloque Flamenco (VB)                            | 405,247   | 6.6   | 12      | 405,247                    |                            | 12                         |                              |                              |                              |
|         | Unión del Pueblo (VU)                           | 363,124   | 5.9   | 10      | 363,124                    |                            | 10                         |                              |                              |                              |
|         | Ecolo                                           | 312,624   | 5.1   | 10      |                            |                            |                            | 312,624                      |                              | 10                           |
|         | Agalev                                          | 299,550   | 4.9   | 7       | 299,550                    |                            | 7                          |                              |                              |                              |
|         | ROSSEM                                          | 198,182   | 3.2   | 3       | 198,182                    |                            | 3                          |                              |                              |                              |
|         | Frente Democrático de los Francófonos (FDF)/PPW | 90,813    | 1,5   | 3       |                            |                            |                            | 90,813                       |                              | 3                            |
|         | Frente Nacional (FN)                            | 64,992    | 1.1   | 1       |                            |                            |                            | 64,992                       |                              | 1                            |
|         | Partido de los Trabajadores (PVDA/PTB)          | 30,491    | 0.5   | —       |                            |                            | —                          |                              |                              | —                            |
|         | B.E.B.                                          | 15,429    | 0.3%  | -       |                            |                            |                            |                              |                              |                              |
|         | REGEBO                                          | 11,944    | 0.2%  | -       |                            |                            |                            |                              |                              |                              |
|         | Agir                                            | 11,189    | 0.2%  | -       |                            |                            |                            |                              |                              |                              |
|         | PC                                              | 5,706     | 0.1%  | -       |                            |                            |                            |                              |                              |                              |
|         | SAP/POS                                         | 5,243     | 0.1%  | -       |                            |                            |                            |                              |                              |                              |
|         | V.D.                                            | 4,467     | 0.1%  | -       |                            |                            |                            |                              |                              |                              |
|         | Agrupación Valona                               | 756       | 0.1%  | -       |                            |                            |                            |                              |                              |                              |
|         | Total                                           | 6,162,160 | 100   | 212     |                            | 100                        |                            |                              | 100                          |                              |

## Senado
| Partido | Partido     | Votos     | %     | Escaños |
| ------- | ----------- | --------- | ----- | ------- |
| Total   | Total       | 6,117,614 | 100%  | 70      |
|         | CVP         | 1,028,699 | 16.8% | 20      |
|         | PS          | 814,136   | 13.2% | 18      |
|         | SP.A        | 730,274   | 11.9% | 14      |
|         | PVV         | 713,542   | 11.7% | 13      |
|         | PRL         | 496,562   | 8.1%  | 9       |
|         | PSC         | 483,961   | 7.9%  | 9       |
|         | Vlaams Blok | 414,481   | 6.8%  | 5       |
|         | Volksunie   | 365,173   | 6.0%  | 5       |
|         | Ecolo       | 323,683   | 5.3%  | 6       |
|         | Agalev      | 314,360   | 5.1%  | 5       |
|         | ROSSEM      | 196,052   | 3.2%  | 1       |
|         | FDF/PPW     | 86,026    | 1.4%  | 1       |
|         | FN          | 60,876    | 1.0%  | -       |
|         | PVDA/PTB    | 31,754    | 0.5%  | -       |
|         | B.E.B.      | 15,893    | 0.3%  | -       |
|         | REGEBO      | 12,150    | 0.2%  | -       |
|         | PC          | 6,552     | 0.1%  | -       |
|         | SAP/POS     | 6,485     | 0.1%  | -       |
|         | V.D.        | 4,228     | 0.1%  | -       |
|         | RW          | 3,441     | 0.1%  | -       |